# Dent de Valère
Dent de Valère är en bergstopp i Schweiz.   Den ligger i distriktet Monthey och kantonen Valais, i den sydvästra delen av landet, 90 km söder om huvudstaden Bern. Toppen på Dent de Valère är 2 267 meter över havet, eller 63 meter över den omgivande terrängen. Bredden vid basen är 0,23 km.
Terrängen runt Dent de Valère är huvudsakligen mycket bergig. Närmaste större samhälle är Monthey, 6,9 km norr om Dent de Valère. 
I omgivningarna runt Dent de Valère växer i huvudsak blandskog. Runt Dent de Valère är det ganska glesbefolkat, med 22 invånare per kvadratkilometer.